# Tetramicra canaliculata
Tetramicra canaliculata là một loài thực vật có hoa trong họ Lan. Loài này được (Aubl.) Urb. miêu tả khoa học đầu tiên năm 1918.